# 일본 산업 규격

2005년 10월 1일 채택된 JIS 기호, 유니코드 포함은 제안 상태이다.

2008년 9월 30일까지 사용된 옛 JIS 기호). 옛 JIS기호는(〄, U+3004)는 유니코드 버전 1.0.1부터 포함되어있다.

일본 산업 규격(일본어: 日本産業規格, 영어: Japanese Industrial Standards, 약칭:JIS)은 일본에서 사용되는 국가 기술 표준으로, 산업표준화법에 의거하여 일본 산업표준 조사회(JISC)의 심의를 거쳐 국무대신이 고시함으로써 확정된다. 1949년에 일본 공업 규격(일본어: 日本工業規格)으로 처음 실시되었다. 2019년 7월 1일부터 규격명이 일본 산업 규격으로 변경되었다.

## 분류 체계
- A - 토목 및 건축 부문
- B - 일반 기계 부문
- C - 전자기기 및 전기기계 부문
- D - 자동차 부문
- E - 철도 부문
- F - 선박 부문
- G - 철강 부문
- H - 비철금속 부문
- K - 화학 부문
- L - 섬유 부문
- M - 광산 부문
- P - 펄프 및 종이 부분
- Q - 관리 시스템 부문
- R - 요업 부문
- S - 일용품 부문
- T - 의료 안전용구 부문
- W - 항공 부문
- X - 정보 처리 부문
- Z - 기타 부문

## 같이 보기
- 한국산업표준(KS)
- 국제 표준화 기구(ISO)